# Alex Shigo

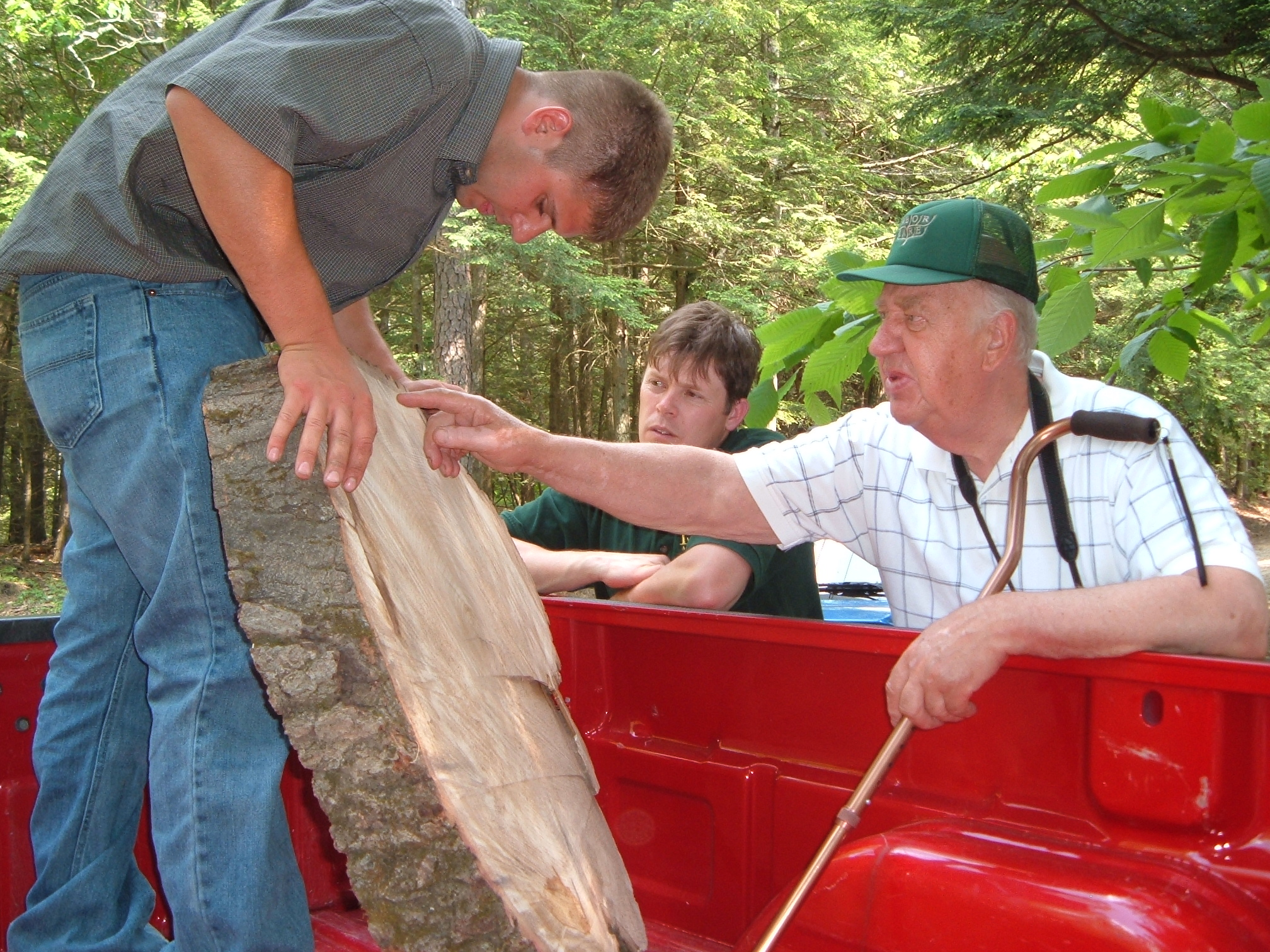
Alex Shigo (rechts) erläutert während einer seiner letzten Fachtagungen eine Eichen-Stammscheibe

Alex L. Shigo (* 8. Mai 1930 in Duquesne, Pennsylvania; † 6. Oktober 2006 in Barrington, New Hampshire) war ein US-amerikanischer Forstwissenschaftler, Autor und Dozent. Er entwickelte gemeinsam mit Harold G. Marx das CODIT-Modell.

## Leben
Alex Shigo spielte er vier Jahre als Klarinettist in der „Air Force Band“ in Washington, DC. Auf Tourneen in Nordamerika lernte er seine Ehefrau Marilyn kennen, die er 1951 heiratete. Das Ehepaar hat zwei Kinder.
Alex Shigo studierte in Pennsylvania am Waynesburg College, wo er 1956 seinen Bachelorabschluss in Biologie erhielt. Von 1958 bis 1959 erwarb er sein Master-Diplom und den Doktortitel in Pflanzenpathologie an der West Virginia University in Morgantown. In den nächsten 26 Jahren leitete er beim USDA Forest Service ein Projekt, das den Zusammenhang zwischen Zerfall und Verfärbung an Laubhölzern untersuchte.
Alex Shigo starb am 6. Oktober 2006 nach einem Treppensturz in seinem Sommerhaus.

## Wirken
Im Rahmen der Projekte der US Forest Service zerlegte er über 15.000 Bäume mit einer Kettensäge und hat Bäume in vielen Ländern untersucht. Diese Forschungen ergaben 270 Publikationen und er erhielt zahlreiche Ehrungen und Auszeichnungen.
Shigo warnte vor großen Schnittwunden an Gehölzen, da die Wundreaktion anders verläuft als bei Mensch und Tier. Nach seinen Untersuchungen werden Verletzungen an Bäumen von einer Kallusschicht überwachsen, das dahinter befindliche Gewebe wird abgekapselt und schließlich im Gehölz zersetzt. Wundverschlussmittel, die wie eine Haut auf die Schnittstelle aufgetragen werden, unterstützen das Wachstum pathogener Keime und hemmen den natürlichen Wundverschluss und die Selbstheilung der Gehölze. Je kleiner die Schnittfläche, desto leichter kann das Gehölz sie abkapseln.
Shigo hielt 1984 einen Vortrag bei einer Baumpflegetagung in Heidelberg. Hier stellte er erstmalig das von ihm und Harold G. Marx entwickelte CODIT-Modell im deutschsprachigen Raum vor. Seine Ansichten stellten fundamentale Annahmen der Baumpflege in Frage, die zu dieser Zeit noch geprägt war von der so genannten Baumchirurgie. Er bezeichnete die gängige Baumpflegepraxis als "grundsätzlich falsch", weshalb sein Vortrag zu großer Verunsicherung in der Baumpflegeszene führte. Im Nachhinein kam es zu einer Reihe von Forschungsvorhaben, um die bisherige Baumplegepraxis zu evaluieren. Dujesiefken und Liese entwickelten später sein CODIT-Modell weiter zum CODIT-Prinzip.

## Schriften
- zusammen mit Klaus Vollbrecht und Niels Hvass: Tree Biology and Tree Care (dt. Biologie der Bäume und Baumpflege. Ein Foto-Lehrbuch, Ballerup und Mainz 1989, ISBN 87-982477-3-5)
- A New Tree Biology (dt. Die neue Baumbiologie, 2 Bände, Braunschweig 1990, ISBN 3-87815-022-9)
- Tree Pruning (dt. Baumschnitt, Braunschweig 1991, ISBN 3-87815-033-4)
- Modern Arboriculture (dt. Moderne Baumpflege. Grundlagen der Baumbiologie, Braunschweig 1994, ISBN 3-87815-051-2)
- Tree Anatomy (dt. Baum-Anatomie. Mikro-Bild-Atlas, Braunschweig 1995, ISBN 3-87815-075-X)

## Ehrungen
- 1998: Award for Excellence in Education wurde nach Alex Shigo benannt.[11]
- 2006: Tribute to Dr. Alex Shigo (1930 ~ 2006) auf nharborists.org, abgerufen am 5. Dezember 2016.